# 浜田翔子 (タレント)
浜田 翔子（はまだ しょうこ、1986年1月1日 - ）は、日本のタレント、YouTuber、元グラビアアイドル、元レースクイーン。京都府熊野郡久美浜町（現：京丹後市）出身。アヴィラ所属を経て現在はbabyboo。。
アイドルユニット・gra-DOLLで活動を共にするはまだこうは実妹。夫はYouTuberのカブキン。2017年時点では54作のDVDを出しており、熊田曜子とタイになるまでは唯一の記録を持っていた。

## 略歴
2002年、母と妹と共に観光目的で東京ディズニーランドへ遊びに来ていた際、帰りの山手線の電車内でスカウトされたのが芸能界入りのきっかけとなる。一度電車を降りて駅のホームで名刺をもらい、その裏に藤崎奈々子、小倉優子ら所属タレントの名前が記載されているのを見て、「このプロダクションなら大丈夫かな」と思ったという即決、そのまま芸能界入りした。
「名前を略した愛称で呼ばれたい」「本名の“翔子”を生かしたい」「父親が浜田省吾のファン」などの理由により本人が提案した「浜田翔子」が芸名として正式に採用された。
この年のメディア露出は殆どなく、撮影会モデルとして下積み生活を送る（この頃、事務所の先輩であり自身の憧れである小倉と浜田を含む所属事務所の当時の新人タレントがカップリングされることが多かった）。
2003年、浜田の事務所の先輩の佐藤ゆりな等と共に現役女子高校生としてENDLESSスポーツのレースクイーンに抜擢され、レース場でアマチュアカメラマンを中心に注目を集めるようになった。同年、テレビ東京『テンパイ』で同じ名前を持つ中川翔子と共にレギュラーとして活躍する。番組中でも特にW翔子と呼ばれ、珍妙な掛け合いを繰り広げて人気を獲得した。
2005年、日テレジェニックに選出され、翌年のトリノオリンピックのサポーターガールを務めた。
2006年、9月7日の『ハッスル・ハウス』Vol.20より、事務所の後輩の海川ひとみとともにハッスルサポーターとして（“ハッスルバックアッパーズ”の名称あり）ハッスルにレギュラー出演している。同年11月、『コスプレ☆トランス 歌いましょーこ』をリリースし、CDデビューを果たす。
2008年、テレビ東京の『FILM FACTORY』でドラマ監督に初挑戦。
2015年、45th DVD『ハマショーに恋するでしょうこ2015』が、オリコン・2015年2月9日付アイドルイメージDVD週間ランキングで1位を獲得。同年、アイドルグループ「GracoRex（グラコレックス）」に参加。10月、GracoRexを卒業し、新ユニット「gra-DOLL（グラドール）」に参加。11月に自身が監督と出演を務めた『一瞬と永遠』が単館上映。
2019年8月16日発売のラストグラビアDVD『Natural』をもって、すべてのグラビア活動から引退するかに思われたが、この時はまだグラビア活動は継続するとされていた。
2019年12月31日をもって所属事務所アヴィラを退社してフリーとなり、YouTuberとしての活動をメインとする意向を示した。
2020年6月29日、YouTuberのカブキンとの結婚を発表。結婚後も水着やランジェリーの動画の投稿を続けている。
2021年6月、第1子を妊娠していることを自身のブログ及びYouTubeチャンネルで報告。
2022年1月3日、前年12月28日に帝王切開で第1子男児を出産したことを自身のInstagramで報告。
2023年7月7日、浜田翔子芸歴20周年として活動を休止していたgra-DOLLを浜田翔子、成田梨紗、はまだこう、稲森美優の4人で9月3日に再結成することを発表。
2023年7月31日、体外受精により第2子を妊娠したことを発表した。
2024年1月29日、第2子男児を出産したことを報告。予定帝王切開による出産となった。
2024年9月28日、第3子を妊娠していることを自身のInstagramで報告。

## 人物
- スカウト前に地元の京都でレースクイーンのオーディションに応募し、合格したことがある。理由は「コスプレ大好きだったから、かわいいコスチュームを着られるのがいい」。しかしその時は合格することまでは考えておらず、母に相談した結果、断念した。
- 高校生の頃は、クセっ毛と大きなメガネであまり目立つ存在ではなかった。しかし子供の頃からアイドルへの憧れは強く、高校を卒業したら上京してアイドルになってみんなを驚かせたいと思っていた。浜田の芸能界入りの夢をよく理解していた両親は、親元を離れることは心配したものの、すぐ賛成したという。メガネは、芸能界入りをきっかけにコンタクトレンズに変えた[24][要ページ番号]。
- 高校の時はパソコン部に所属。高校は共学だが、部員が女子だけだったことと、ネットが無料でできるという単純な動機から入部した。
- 20歳を越えて一人遊びに興味を持ち始め、レディースデーを狙って1人で映画を観に行ったり、1人酒をできるようなおしゃれなカフェを探したりしている[7]。
- 愛川ゆず季とは2005年BS-i『アイドル芸能社』での共演や日テレジェニック2005への選出、そして浜田がレースクイーン、愛川がSUPER GTイメージガールとして同じ時期にレース場で活躍していたこともあって大の親友同士となり、プライベートでもよく食事を共にしている。一緒に行動している時は名前のゆず季＋翔子で「ゆずこしょう」というユニットを独自で名乗っている。また同じ「しょこたん」のニックネームを持つ中川翔子とも『テンパイ』での共演以降、連絡を取り合っている間柄である[25]。
- 2018年の時点では自らをロリオバサンと語っている[26]。

## 出演

### テレビ
レギュラー
- ハッスル（スカイパーフェクTV!、2006年9月 - ）

準レギュラー
- パチンコ・パチスロ大冒険ジャンバリ〜黄金ホールに眠る秘宝〜（独立UHF系、2009年10月 - ）
- P-1ゴールドラッシュ（テレビ大阪、2010年4月 - ）

過去の出演番組
- テンパイ（テレビ東京、2003年）
- 鈴木タイムラー（テレビ朝日・MONDO21他、2004年）
- グラビアの美少女（MONDO21）
- シブスタ（テレビ東京、2004年 - 2005年）
- ぶちぬき（テレビ東京、2005年 - 2006年）
- 優子がゼッタイ!（中京テレビ、2005年 - 2006年）
- アイドル芸能社（BS-i、2005年 - 2006年）
- アイドル道（フジテレビ721）
- Club AT-X（2004年 - 2006年） AT-Xイメージキャラクター
- ドスペ2「恋のエプロン 新人タレント料理下克上バトル」（テレビ朝日、2005年8月）
- 眞鍋かをりのブログッズ（BS日テレ、2006年 - ）
- 美女-H（テレビ東京、2006年）
- 晴れ・どきドキ晴れ（CBCテレビ、2006年 - 2007年）
- ミラクルH（テレビ東京、2006年）
- 失恋保険〜女の安心保障〜（テレビ東京、2005年）
- なにわ人情コメディ 横丁へよ〜こちょ!（ABC、2008年2月10日 - 3月30日、レギュラー ）
- あったか人情コメディ 湯けむりパラダイス!（ABC）
- 九州青春銀行（RKB毎日放送、2006年7月 - 2009年3月）

### CM
- ロッテ「雪見だいふく」（2004年）
- ロッテ「スイカバー」（2005年）
- AT-X（2004年 - 2006年）
- シンキ「ノーローン」（2006年）

### 映画
- キューティーガール・美少女ボウラー危機一発（2003年9月6日公開）
- MOVIE HUSTLE「Fortune」（2005年1月8日 - 21日）テアトル池袋にて公開
- ガラスのヒール レースクイーンの女神たち The Movie（2006年10月公開） - 主演
- 官能小説（2007年2月17日 - 3月2日）キネカ大森にて公開
- 巨乳をビジネスにした男（2007年5月19日公開） - 「若林恵子」（かとうれいこがモデル）役
- soeur スール（2007年11月3日公開）
- YOSHIMOTO DIRECTOR'S100 おしおきピンキームーン（2007年12月15日公開）
- AXION アクション（2008年3月29日公開）
- キャッチボール×3（2010年11月10日公開）
- ドメスティック（2010年11月26日公開、ティーエムシー） - 主演
- ドメスティック 完結編（2010年11月26日公開、ティーエムシー） - 主演
- ちょっとエッチな生活体験 接吻5秒前（2012年6月23日公開、シネマ・クリエイション／レジェンド・ピクチャーズ） - 主演
- 恋の罪（2011年11月12日公開） - 「魔女っ子クラブ」のデリヘル嬢役
- フェルメールの憂鬱（2012年12月1日公開）
- 百地三太夫の逆襲（2013年2月2日公開）
- 一瞬と永遠（2015年11月29日公開） - 監督・出演 [14]

### テレビドラマ
- ブロードバンドショートムービー「渋谷怪談 サッちゃんの都市伝説/第6伝説〜心霊写真マニア〜」
- アイドル・ショート・ムービーズ「世界の終わりに関する2,3の考察」（よみうりテレビ、2005年1月18日） - 主演
- しにがみのバラッド。（テレビ東京、2007年1月8日 - 3月26日） - モモ役（主演）
- 7人の女弁護士・第2シリーズ 第10話（テレビ朝日、2008年6月12日） - 和泉華織 役
- 土曜時代劇 オトコマエ!2 第2話（NHK、2009年9月12日） - おたえ（お花の母） 役
- 眞鍋探偵事件簿 〜過ぎゆく時の中で〜（TOKYO MX、2016年10月7日 - ） - 宍戸マリー依子 役

### Vシネマ
- サイバーシスターズversion1 プロローグ（2004年2月25日）
- 女囚Σ（2006年6月25日）
- 戦慄のジャパニーズ・ホラー 都死怪談 いわく憑きの家（2009年8月7日）
- 婚活バトルロワイアル（2011年3月2日、アルバトロス）
- リアメイド（2013年7月30日、メディアスタッフビジョン）

### インターネット放送
- 夜遊びメールバトル金曜（2006年10月13日 - 2009年5月8日、あっ!とおどろく放送局） - メインMC
- 浜田翔子のハマショーを探せ!（2010年10月7日 - 2011年3月29日）
- AKIBA18エンタメTV（2011年4月4日 - 、あっ!とおどろく放送局）

### 携帯サイト
- アイドルがイッパイ （アイパイ）

### テレビ電話動画配信
- テレビ電話専用回線

docomoとSoftbankのテレビ電話可能な携帯電話のみ。

### ラジオ
- ステラ☆HAPPY LIVE!～お悩み解決しましょうこ～（2018年10月5日 - 、市川うららFM）

### 舞台
- W-Speak第一回公演『笑劇乙女』「恋の矢」「キス部」（2012年1月26日 - 29日、池袋・シアターKASSAI）
- Amazingプレゼンツ「舞台版 ビーナスファンタジスタ 〜Thecrescendo in my heart〜」（2012年8月29日 - 9月2日、赤坂レッドシアター）
- 天元突破グレンラガン〜炎撃篇～其の弐・其の参（2015年9月17日 - 22日、シアター1010）[27] - キヨウ 役
- 大改訂コメディ版「いつもある場所」（2017年3月 - 4月2日、調布市せんがわ劇場）
- 舞台 エンテナ PLAY UNION 第六回公演「心の旅人、今は秋」（2017年11月29日 - 12月3日、コフレリオ新宿シアター）

### レースクイーン、キャンペーンガール
- チームエンドレス エンドレスレディ（2003年 - 2007年）
- 日本テレビ 日テレジェニック2005（2005年）
- トリノオリンピックサポーターガール（2006年）

### PCソフトウェア
- Viemo（ヴィーモ）デスクトップキャラクター（2008年12月24日）

### その他
- コミック・ブレーク vol.89 私のコミック履歴インタビュー
- BBchatTV イメージタレント

## 作品

### 写真集
- Lolita Race Queen（2004年7月23日、ぶんか社）ISBN 4821126222
- sweet season（2005年3月、音楽専科社）ISBN 4872791800
- ショコラ（2005年9月、学習研究社）ISBN 4054027784
- ハマショウ・ラブ・プレミア。（2006年6月、晋遊舎）ISBN 4883805344
- one on one（2007年9月20日、小学館）ISBN 9784091030542
- 感じるんです（2007年8月3日、竹書房）ISBN 9784812432266
- 抱きしめてハマショー（2008年4月30日、アクアハウス）ISBN 9784860461133
- ウラ本（2008年9月22日、晋遊舎）ISBN 9784883808441
- sprout（2018年）
- strawberryblossom（2019年）

### デジタル写真集
- 浜田翔子 デジタル写真集 Part1 「ハマショーの水着」（アスペクトデジタルメディア）
- 浜田翔子 デジタル写真集 Part2 「ハマショーの制服」（アスペクトデジタルメディア）

### CDシングル
- コスプレ☆トランス 歌いましょーこ（2006年11月8日、フォーサイド・ドット・コム）
- コスプレ☆トランス 踊りましょーこ（2007年3月21日、フォーサイド・ドット・コム）
- ハマ☆トラ〜もりあがりましょーこ〜（2007年7月18日、フォーサイド・ドット・コム）
- じゃあね（2008年3月26日、フォーサイド・ドット・コム）

### CDアルバム
- はましょー☆あるばむ〜お手当てしましょーこ〜（2007年10月3日、フォーサイド・ドット・コム）

### DVD
- strawberry（2003年6月25日、フォーサイド・ドット・コム）
- Lolita Race Queen（2004年7月23日、ぶんか社）
- SILKY COLLECTION Se-女! 浜田翔子（2004年09月24日、イーネット・フロンティア）
- レースクイーンの女神たち2004 浜田翔子（2004年11月26日、マジカル）
- Love! Hamasho（2005年2月25日、ジェネオンエンタテインメント）
- 女神のChu! スペシャルエディション（2005年3月23日、バップ）
- QUTIE PISTOLS（2005年6月22日、エアーコントロール）
- 日テレジェニック2005「ショコっとLOVE」（2005年8月24日、バップ）
- ショコラティエ 〜chocolatier〜（2005年10月19日、学習研究社 & ソニー・ミュージックエンタテインメント）
- 日テレジェニック2005の宝箱（2006年1月25日、バップ）
- my angel（2006年1月25日、フォーサイド・ドット・コム）
- ハマショウ・ラブ・プレミア。（2006年6月18日、晋遊舎）
- ツインエンジェル（2006年6月30日、avexnet VISUAL） 共演：折原みか
- ハマショー!（2006年7月22日、エアーコントロール）
- レースクイーンの女神たち2006 浜田翔子（2006年9月27日、マジカル）
- The Hama Show（2006年12月15日、フォーサイド・ドット・コム）
- 微熱（2006年12月15日、ラインコミュニケーションズ）
- Hamasho日記（2007年1月12日、マジカル）
- いただきましょーこ（2007年3月23日、フォーサイド・ドット・コム）
- 浜田翔子DVD-BOX（2007年7月27日、フォーサイド・ドット・コム）
- 風少女（2007年8月3日、竹書房）
- ハマダショウコ（2007年10月25日、エアーコントロール）
- うごきましょーこ!!（2007年12月19日、フォーサイド・ドット・コム）
- White Storm（2008年2月22日、フォーサイド・ドット・コム）
- 抱きしめてハマショー（2008年6月6日、アクアハウス）
- 夏色（2008年9月19日、フォーサイド・ドット・コム）
- ウラDVD（2008年11月29日、晋遊舎）
- プレミアムでしょーこ（2009年2月25日、GPミュージアムソフト）
- H＆S 浜田翔子（2009年4月25日、エアーコントロール）
- Secret〜秘密のしょうこ〜（2009年7月19日、トリコ）
- あのね…（2009年10月25日、エアーコントロール）
- 浜風〜Tropical Wind〜（2010年1月22日、イーネット・フロンティア）
- SWINUTION（2010年5月22日、セルフラッシュ）
- 美・翔・女（2010年8月21日、トリコ）
- 翔子の恋（2010年11月25日、エアーコントロール）
- 翔子色〜翔子色になぁーれ（2011年2月25日、グラッソ）
- Plage（2011年5月20日、イーネット・フロンティア）
- 夏のまぼろし（2012年9月21日、イーネット・フロンティア）
- いたずらな微笑（2013年1月25日、トリコ）
- 翔TIME（2013年7月25日、イーネット・フロンティア）
- 恋する季節2013（2013年11月29日、シャイニングスター）
- 浜田翔子 愛の季節2014（2014年2月28日、シャイニングスター）
- 君に翔ける（2014年8月21日、ギルド）
- ハマショーに恋するでしょうこ 2015（2015年1月30日、シャイニングスター）
- みすど mis*dol サイパンで会えるでしょうショー（2015年4月17日、M.B.Dメディアブランド）
- 恋のバカンス（2015年7月24日、グレイトワークス）
- 恋のバカンス〜メイキング編〜（2015年9月25日、グレイトワークス）
- 小悪魔30th（2016年1月22日、イーネット・フロンティア）
- みすど mis*dol SHOWビューティー（2016年4月22日、M.B.D. メディアブランド）
- 水玉タレントプロモーション（2016年7月15日、ジェイ・フォース）
- こいごころ（2016年8月25日、イーネット・フロンティア）
- 生ショー（2017年3月31日、エスデジタル）
- VENUS（2018年1月26日、No brand）
- beauty（2018年4月20日、No brand）
- はまりましょう。（2018年6月29日、エスデジタル）
- 水玉タレントプロモーション (2018年9月14日、ジェイ・フォース)
- Sunshine（2018年9月21日、No brand）
- Surprise!!（2018年11月30日、No brand）
- 浜田翔子と行くぶらり湯けむり温泉旅（2019年2月27日、オルスタックソフト販売）
- 一緒にいきましょう。（2019年5月31日、エスデジタル）[28]
- Natural（2019年8月16日、M.B.D. メディアブランド）

### 多人数出演
- シブスタレーベル idol complete 2005 Winter BLUE（2005年1月26日、ジェネオンエンタテインメント） ※出演者5人のうちの1人として

### ENDLESSレースクイーンの一員として
- ENDLESS 2003（2003年9月24日、ポニーキャニオン）
- ENDLESS 2004（2004年9月15日、ポニーキャニオン）
- ENDLESS 2005（2005年12月21日、ポニーキャニオン）
- レースクイーンの女神たち 2004 Special Edition VOL.2（2004年11月26日、ケンメディア）
- レースクイーンの女神たち 2006 MEMORIAL Ver.1（2006年9月27日、マジカル）